# Accessus
Az accessus vagy accessit a latin accedere, hozzájárul, hozzátesz igéből származó kifejezés, amely a pápaválasztó konklávék bonyolult szavazási rendszerének egy lehetősége.

A pápaválasztások során a bíborosok két fordulóban adhatták le szavazataikat. Először az összegyűlt kardinálisok a kiadott szavazócédulára felírták az általuk támogatott bíboros nevét, majd a cédula aljára odaütötték saját pecsétjüket. A cédulák összegyűjtése előtt a bíborosok behajtották a papír pecséttel ellátott felét, majd leadták szavazatukat a szavazatszámlálóknak. Ezután a cédulákat egyenként felolvasták, amelyet a bíborosok egy űrlap segítségével pontosan lejegyezhettek és összesíthettek, így mindenki tisztában lehetett az erőviszonyokkal. Ha ezen a szavazáson senki sem érte el a kétharmados többséget, akkor ugyanannak a szavazásnak megtarthatták a második fordulóját is. Ez volt az úgynevezett accessus. Ekkor a bíborosok az eredmények ismeretében újragondolhatták szavazatukat, és módosíthattak azon. A kardinálisok újabb papirost kaptak, amelyet az előző mintájára pecséttel láttak el, de ezt kétféleképpen tölthették ki. Egyrészt a bíborosok felírhatták a nemini, azaz senki szót. Ezzel a bíboros megerősítette korábbi szavazatát, ugyanis nem szavazhatott még egyszer arra, akire az első fordulóban tette. Másrészt a cédulára felírhatta az Accedo domini Cardinali kifejezés után azt a nevet, amelyre módosította véleményét. 
Az accessus után összegyűjtötték a szavazatokat, és a vizsgáló bíborosok ellenőrizték, hogy valóban minden kardinális különböző személyekre adta le a voksát az accessus során. Ezután kihirdették a végső eredményt. Az első szavazás alkalmával kapott szavazatokhoz hozzáírták az accessus szavazatait, így a két szavazás után összességében több szavazat gyűlhetett össze, mint amennyi szavazó jelen volt. Ha az accessus utáni eredmény sem érte el senkinél a kétharmados többséget, a szavazatokat tűzbe dobták, és vizes szalmával feketére festették annak füstjét. Ezzel hírül adták a világnak, hogy nem született döntés. A következő szavazásra pedig csak másnap kerülhetett sor. Az accessus egészen a 17. századig szóbeli lehetőség volt, azaz a szavazatok leadása után a bíborosoknak joguk volt felszólalni a konklávén, és helyesbíteni saját szavazatukon. Ezzel azonban elveszítették a titkos szavazás előnyét, ezért nem sokan éltek vele. 1621-ben XV. Gergely pápa bevezette az írásban leadott, titkos accessust, amely valódi lehetőséget kínált a bíborosok számára. Az 1878-as konklávén XIII. Leót választották meg utoljára az accessus segítségével. Az accessus szavazatokat 1904-ben X. Pius pápa törölte el.